# Troczek zginaczy nadgarstka
Troczek zginaczy (łac. retinaculum flexorum) – pasmo włókniste wchodzące w skład rozcięgna dłoniowego. Jest rozpięty pomiędzy boczną wyniosłością promieniową nadgarstka, a przyśrodkową wyniosłością łokciową nadgarstka. Jego znaczenie anatomiczne polega na zakrywaniu od strony dłoniowej kanału nadgarstka.